# Korai dell'acropoli di Atene
Le korai dell'acropoli di Atene sono un gruppo di statue femminili, ritrovate nella colmata persiana nell'ultimo quarto del XIX secolo, che formano una serie omogenea per tipologia e funzione, ovviamente votiva, e attraverso le quali è possibile seguire l'evoluzione stilistica della scultura attica per circa un secolo, tra il 570 e il 480 a.C. L'evoluzione delle korai dell'acropoli di Atene permette di seguire in particolare la nascita e lo sviluppo dell'influenza ionica sull'arte attica della seconda metà del VI secolo a.C. L'epoca è quella del primo apparire di elementi ionici nelle imprese architettoniche dei Pisistratidi e degli stretti rapporti tra la Ionia e Atene. Verso la fine VI secolo a.C. vi si nota il superamento, o meglio, l'assorbimento di tale influsso e la nascita di un nuovo stile, detto severo, favorito da una insorgente influenza peloponnesiaca.

## Descrizione

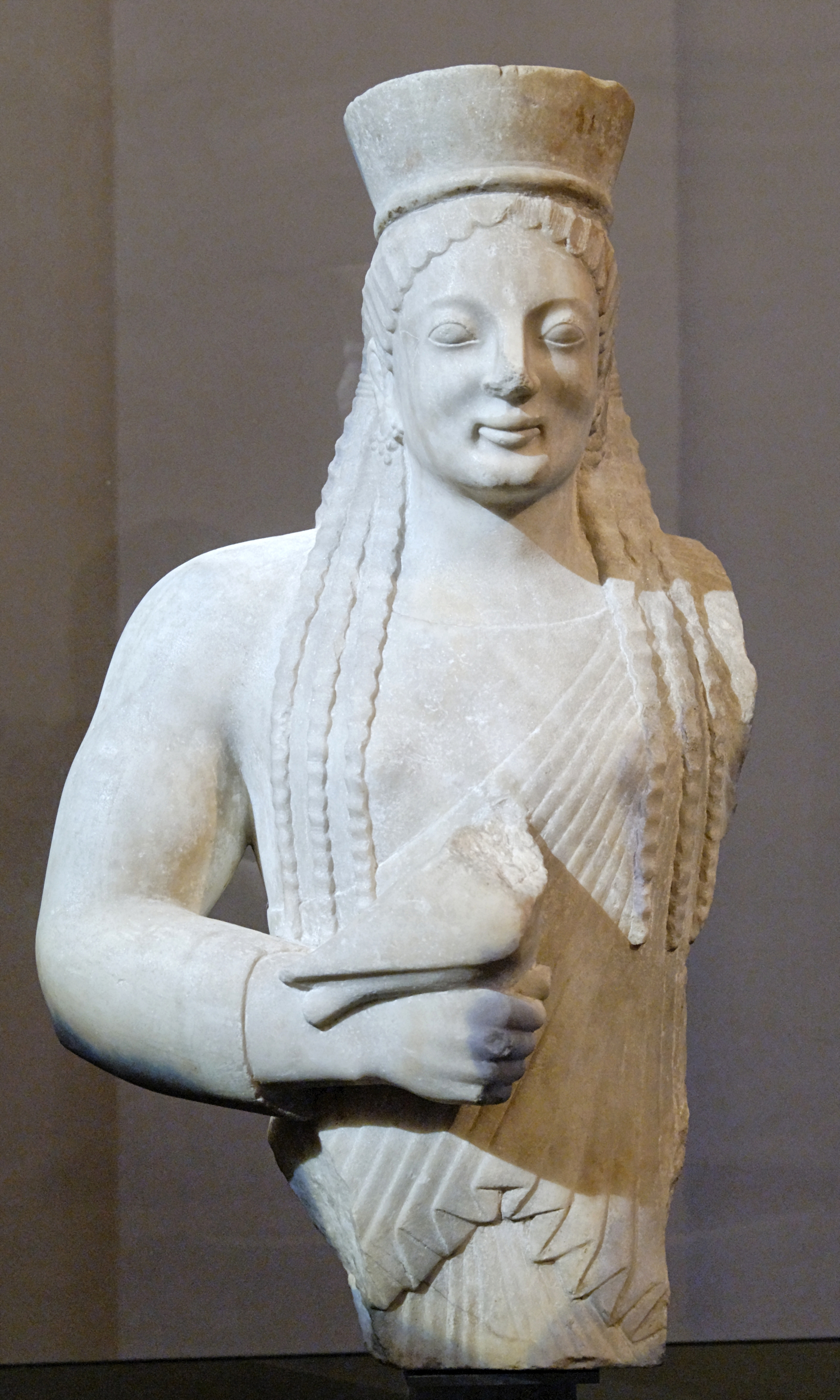
La Kore di Lione, al Museo di belle arti di Lione

Tra le korai più antiche ritrovate sull'acropoli di Atene, appartenenti alla prima metà del VI secolo a.C., si situano la Acropolis 619 e Acropolis 677 di provenienza rispettivamente samia e nesiotica, mentre la Kore di Lione, datata alla metà del secolo, rappresenta il primo esempio dell'influsso ionico sulla scultura attica oltre che il primo impiego in attica del tipico costume ionico. Tra quest'ultima e le precedenti si pone la Acropolis 593.
La sostituzione del costume dorico con quello ionico ebbe come conseguenza un cambiamento dell'intero sistema formale. La mano che porgeva l'offerta si staccò dal busto sporgendosi in avanti mentre il braccio che aderiva al fianco venne impiegato per scostare di lato le pieghe del vestito, come accadeva nelle figure femminili ioniche del donario di Geneleos. Il cambiamento venne introdotto in un'epoca certamente precedente alla Kore col peplo (Acropolis 679), di circa 10 o 15 anni posteriore alla Kore di Lione.
Frequente è l'accostamento delle korai attiche del decennio 540-530 a.C. con la Leda dell'anfora al Museo Gregoriano Etrusco di Exekias; a questo gruppo appartengono la Kore col peplo e la Acropolis 678 la quale però manifesta tutt'altro temperamento rispetto alla precedente. La Acropolis 669 sembra al Payne una figura di passaggio; la kore ha una struttura corporea vicina a moduli più antichi, ma gli occhi hanno già una dimensione ridotta e presentano i condotti lacrimali segnati, come in tutte le korai successive. A partire da questa kore il costume ionico assume una forma standardizzata basata sulla profondità e libertà delle pieghe dell'himation e sul gioco della rappresentazione della stoffa. Ernst Langlotz non vede nella commistione di elementi antichi e recenti giustificazione sufficiente per una datazione alta e data questa kore, come anche la Acropolis 678, alla fine del secolo.
Gli ultimi trent'anni del VI secolo a.C. sono caratterizzati da una maggiore attenzione alla modellazione del volto e alla decorazione di superficie, soprattutto visibile nel trattamento dei capelli e delle vesti. Ne è un esempio la Acropolis 682, avvicinabile alla cariatide del Tesoro dei Sifni, come anche la testa Acropolis 660. La Acropolis 594, databile al decennio 520-510 a.C., con l'epiblema indossato sull'himation, supera il dualismo tra panneggio e forma sottostante, come riuscirà a fare solo l'autore della Kore di Euthydikos. Vi è, in questa figura, una corrispondenza particolare tra le forme massicce delle vesti e quelle del corpo, che non annulla tuttavia la complessità del disegno di superficie.
La Kore di Antenor (Acropolis 681) è un'opera che può essere considerata come una interpretazione del tema da parte del suo autore. Il rapporto della statua con la base, e quindi l'identificazione di questo autore con lo scultore ateniese Antenor, è stato messo in dubbio, ma si tratta in ogni caso di un maestro: il trattamento della veste con le profonde scanalature verticali, alternate a scansioni orizzontali non si trova su nessun'altra figura proveniente dall'acropoli.
La kore Acropolis 674 è opera ricca di individualità nella struttura del corpo: collo lungo e sottile e spalle declinanti in contrasto con la testa un po' pesante. L'espressione del volto è sottolineata da un nuovo understatement nei dettagli della pettinatura e dell'abbigliamento. La modellazione del volto anticipa, ormai al volgere del secolo, la semplificazione che si troverà nella Kore di Euthydikos e nella scultura del periodo classico. È scomparso il sorriso arcaico e non lo si trova nemmeno sulla Acropolis 685 che ha una struttura simile, ma che segue uno schema insolito: tutte e due le mani erano protese con offerte e la veste dunque ricade, non scostata di lato, seguendo verticalmente la linea del corpo. Le ultime tre korai citate sono ricondotte da Ranuccio Bianchi Bandinelli ad un unico maestro la cui cifra stilistica sarebbe ravvisabile anche nella Kore di Euthydikos e nell'Efebo biondo.
Anche la Acropolis 670 ha una struttura insolita, indossa solo un chitone con cintura in vita che forma un pesante aggetto sul davanti e le pieghe formate dalla gonna sono insolite per il periodo pur corrispondendo ad un motivo ionico antico. La testa Acropolis 643 è uno dei capolavori della scultura attica, una delle pochissime teste femminili che eguagliano la Testa Rayet e la Testa Sabouroff, dotata com'è di elementi necessariamente conseguenti e passaggi indefinibili.
Al principio del V secolo a.C. l'offerta votiva delle korai comincia a diminuire e vi sono poche figure di questo genere che appartengono a questo periodo. La più antica è la Acropolis 684, dotata di una struttura imponente e di un voluminoso panneggio. La particolare individualità della testa ricorda la Acropolis 674 ma è già più vicina alla Kore di Euthydikos; essa inoltre ha condotto, per la vicinanza con una testa di Atena in terracotta trovata ad Olimpia nel 1940, a considerare questa kore opera di un autore peloponnesiaco.
Fra la Acropolis 684 e la kore dedicata da Euthydikos sembra situarsi la frammentaria Acropolis 696. Il volto ha forme ampie e uniformi, la bocca si avvicina alla forma assunta nella Kore di Euthydikos e i capelli sono trattati in modo semplice. Gli scultori attici iniziano ad abbandonare le complessità superficiali alle quali si erano applicati nel periodo precedente .
La statua dedicata da Euthydikos presenta una plasticità nuova, la profondità cilindrica del corpo dona alla struttura una coerenza assente nelle figure femminili attiche in cui erano le spalle a reggere la copertura da parte della veste. Qui la concretezza del corpo emerge e domina. Un nuovo sistema di pensiero si sostituisce al vecchio e molte delle forme caratteristiche del nuovo stile sembrano emergere dai bronzi peloponnesiaci così come la Kore di Euthydikos, attraverso l'Efebo biondo, sembra stilisticamente vicina all'Apollo del frontone del tempio di Zeus a Olimpia.

## Galleria d'immagini

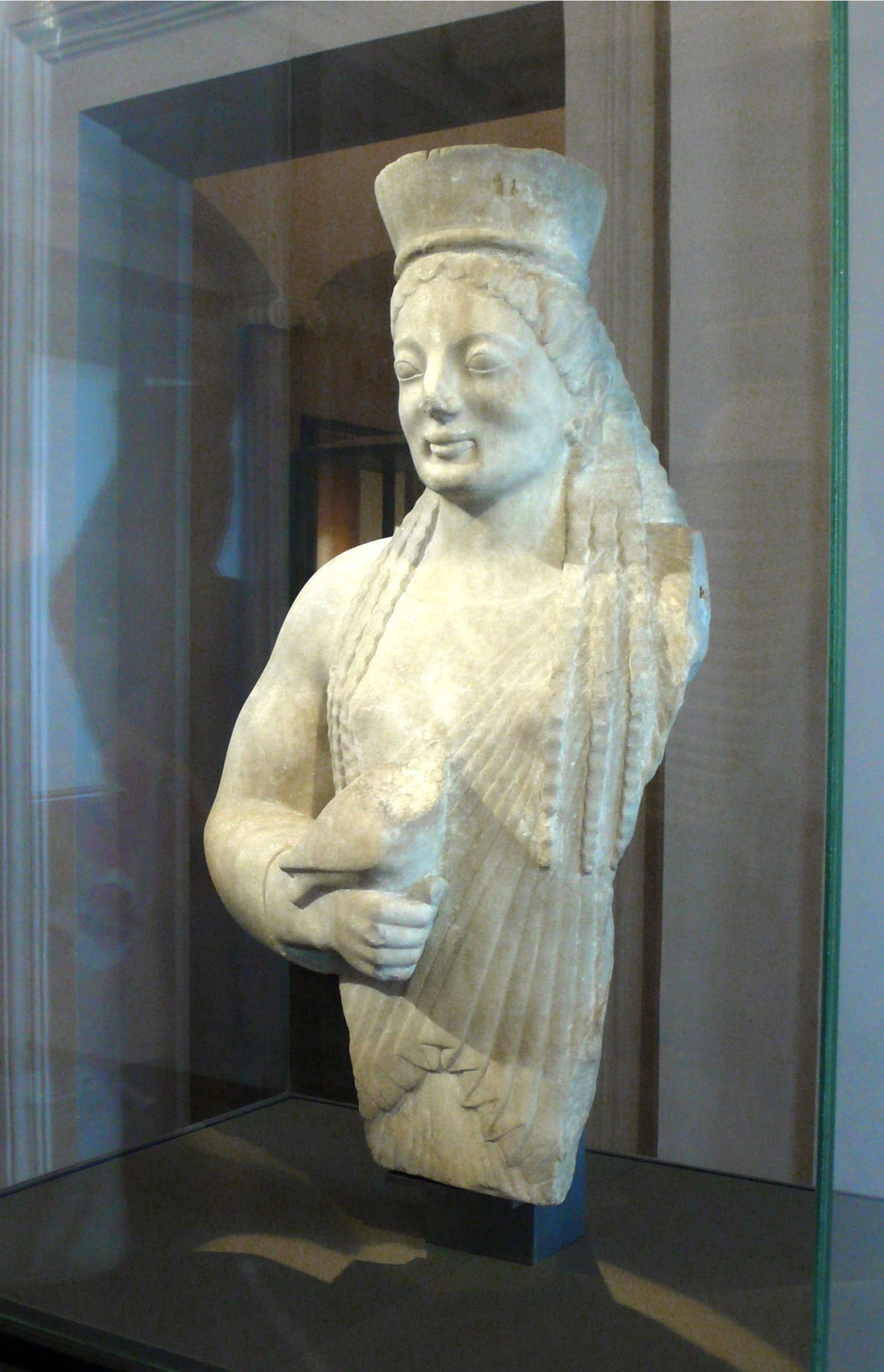
Kore di Lione, 550-540 a.C. circa.
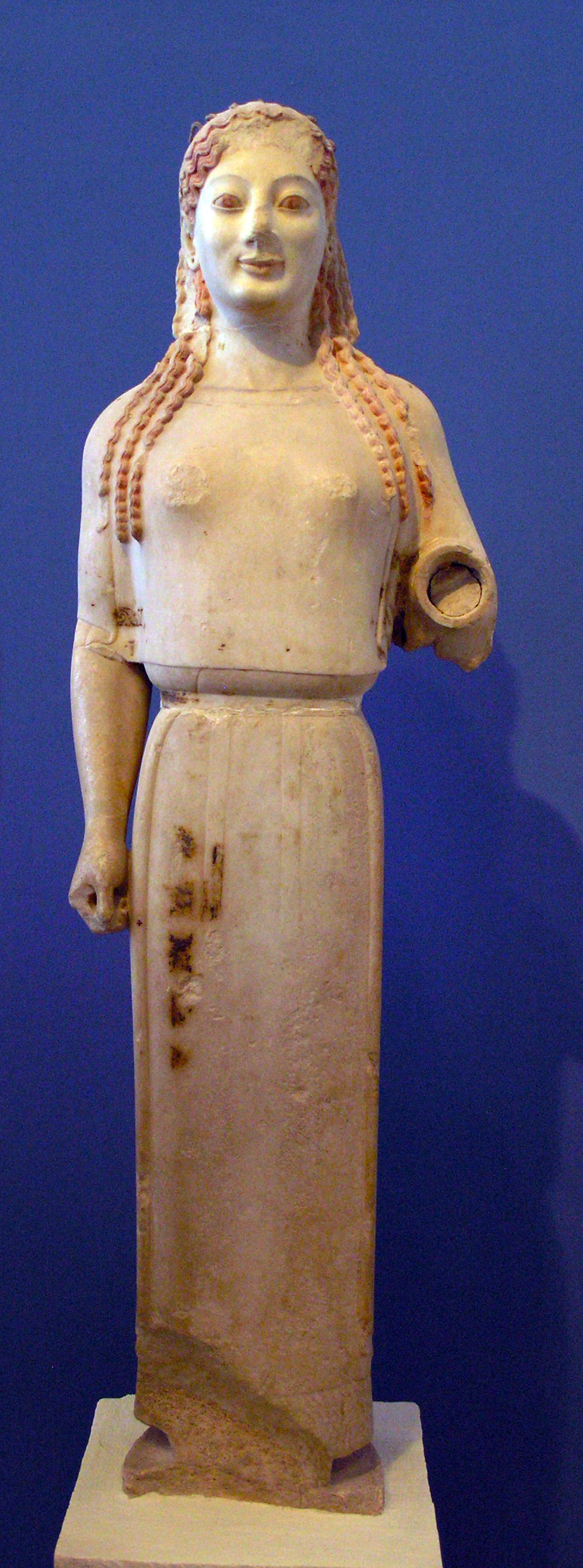
Kore con il peplo, 530 a.C. circa.
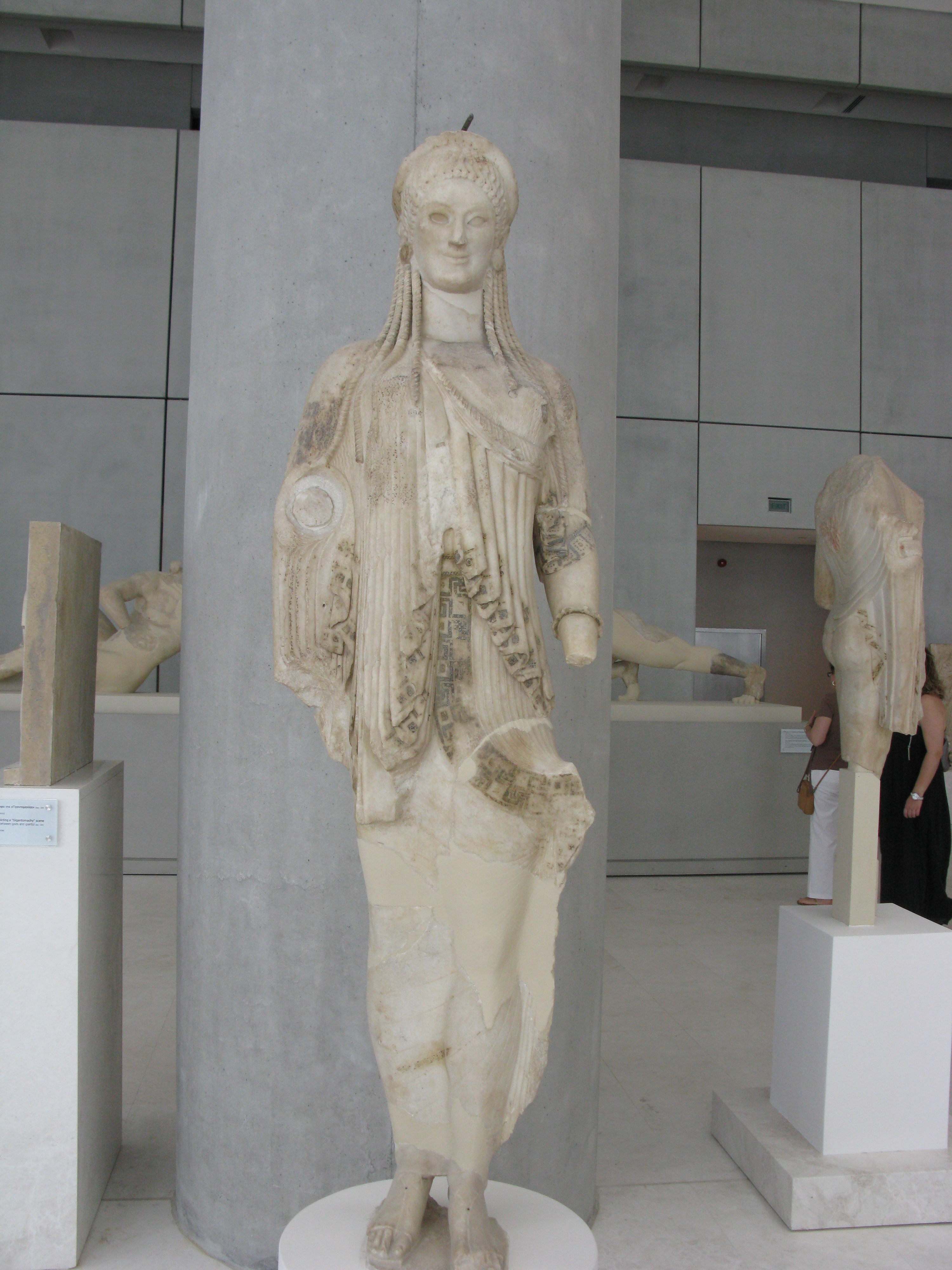
Acr. 682, 525-500 a.C. circa.
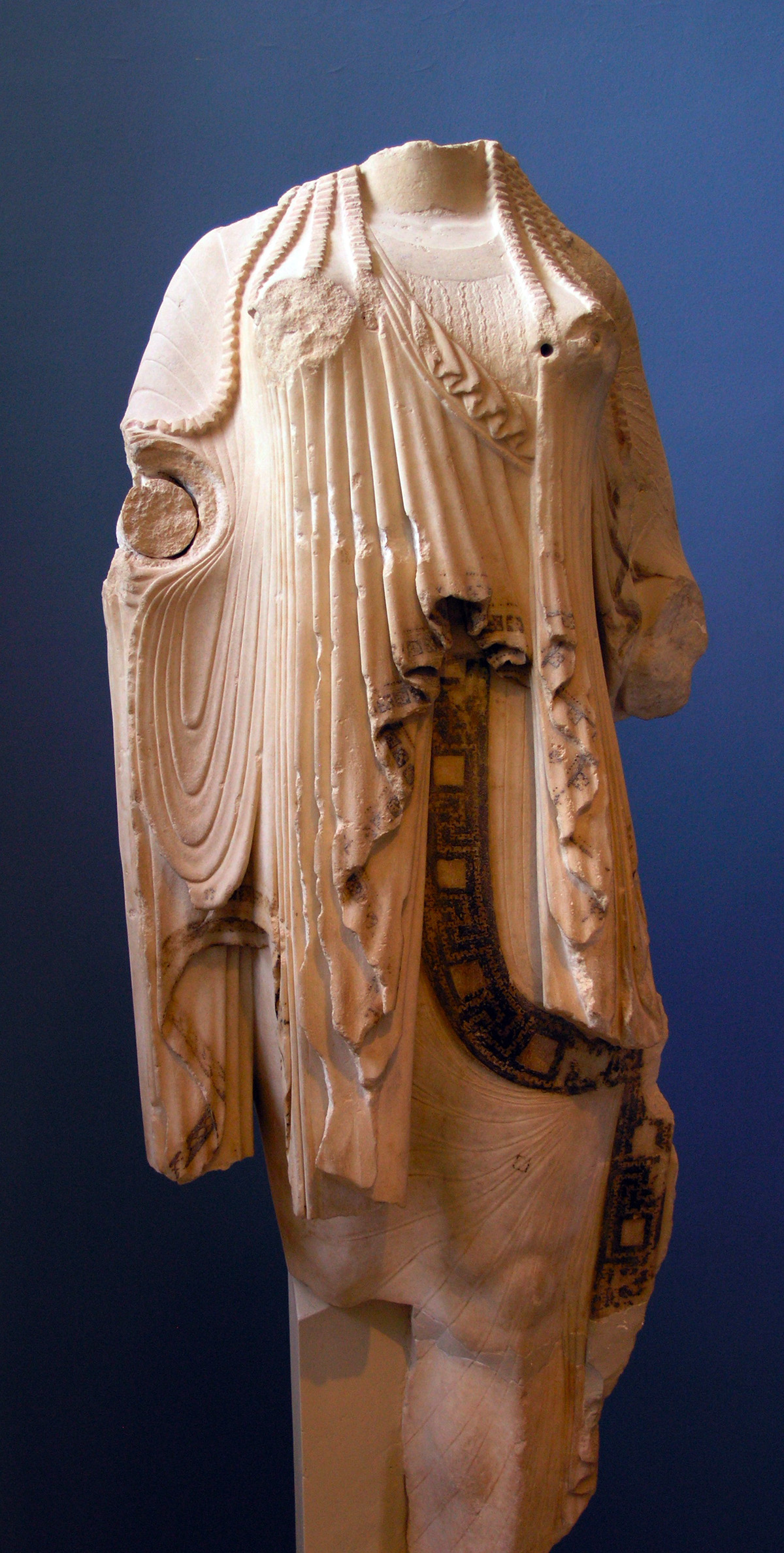
Acr. 594, 520-510 a.C. circa.
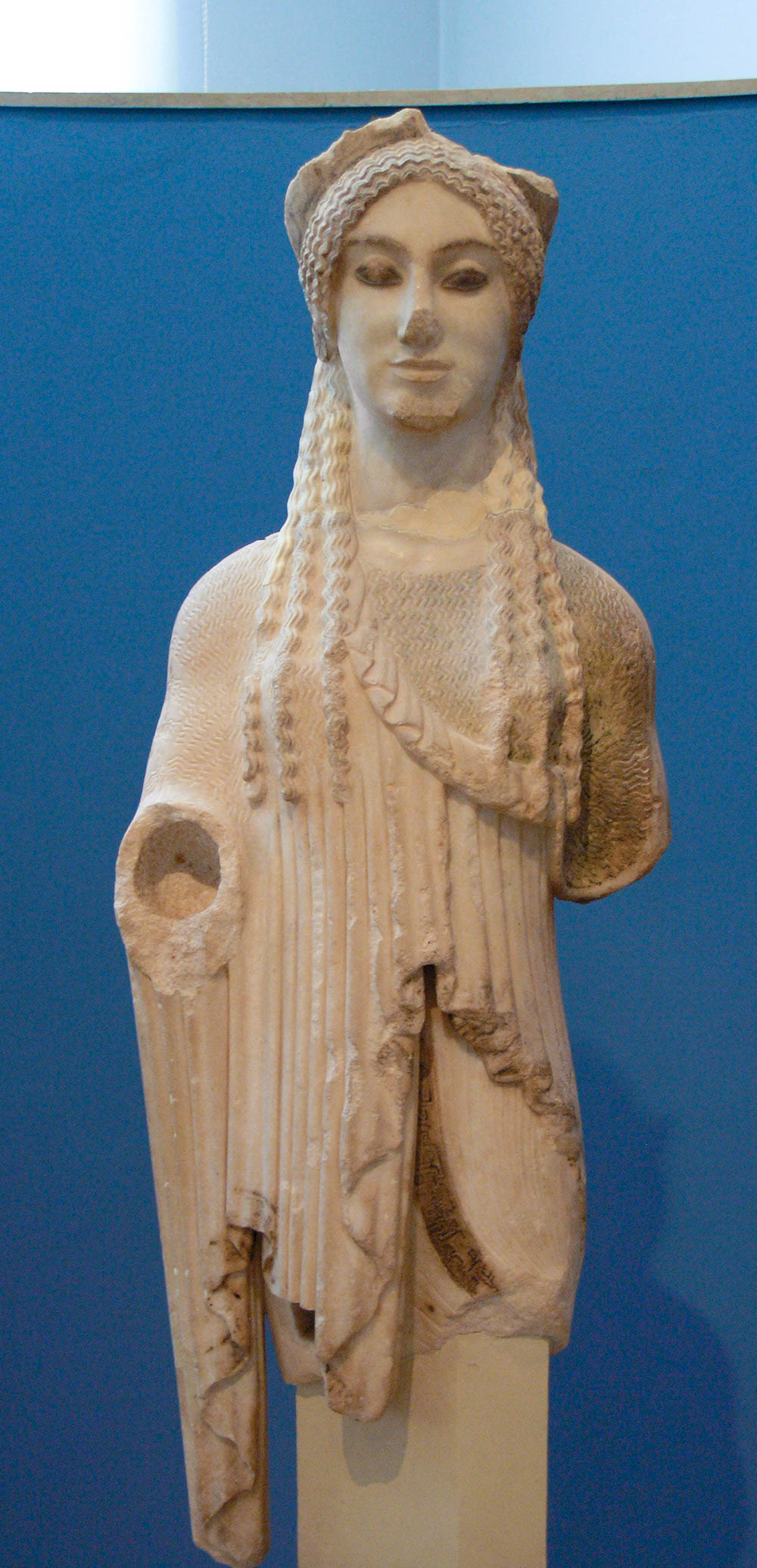
Acr. 674, 500-490 a.C. circa.
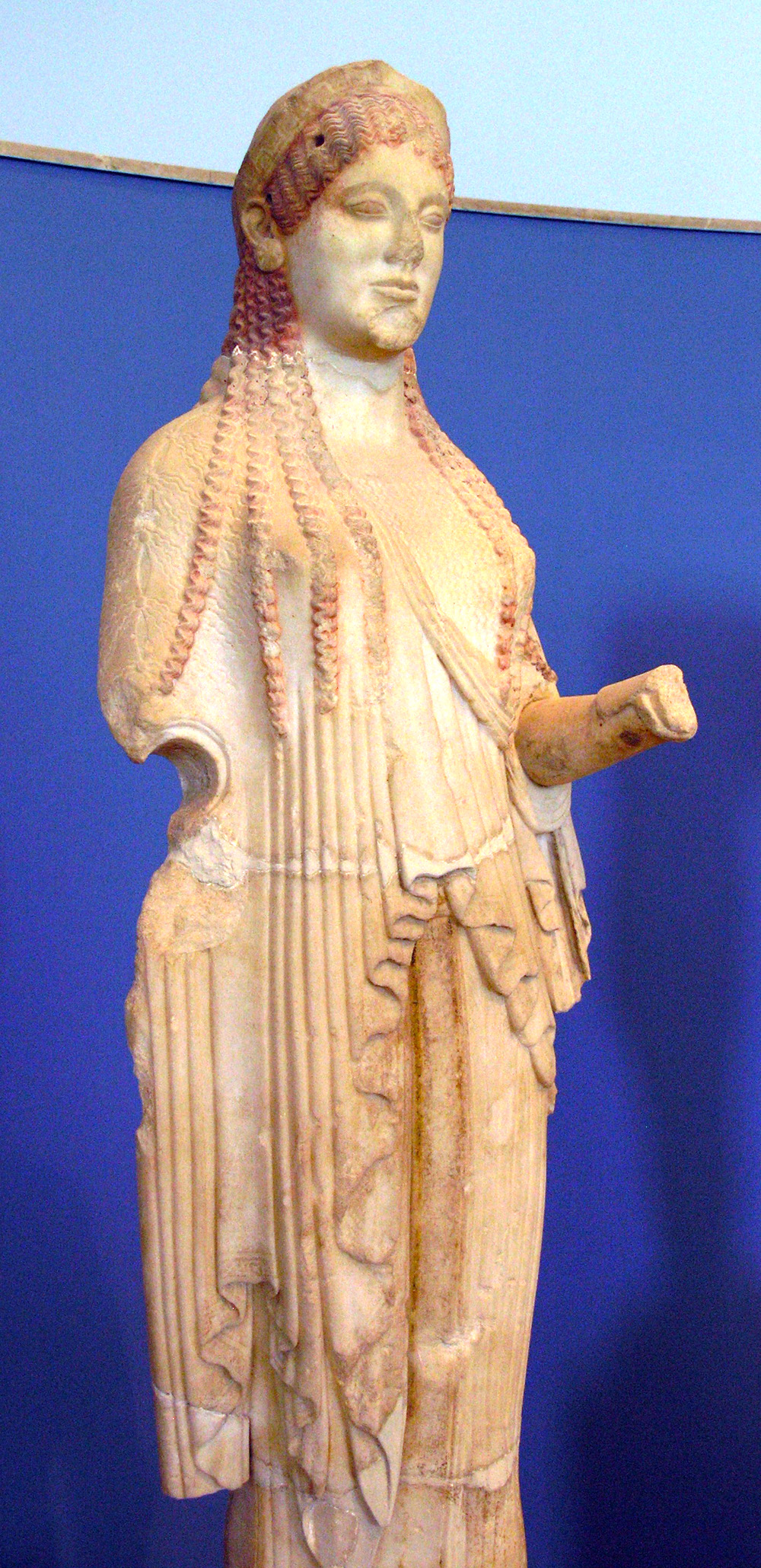
Acr.685, 500-490 a.C. circa.
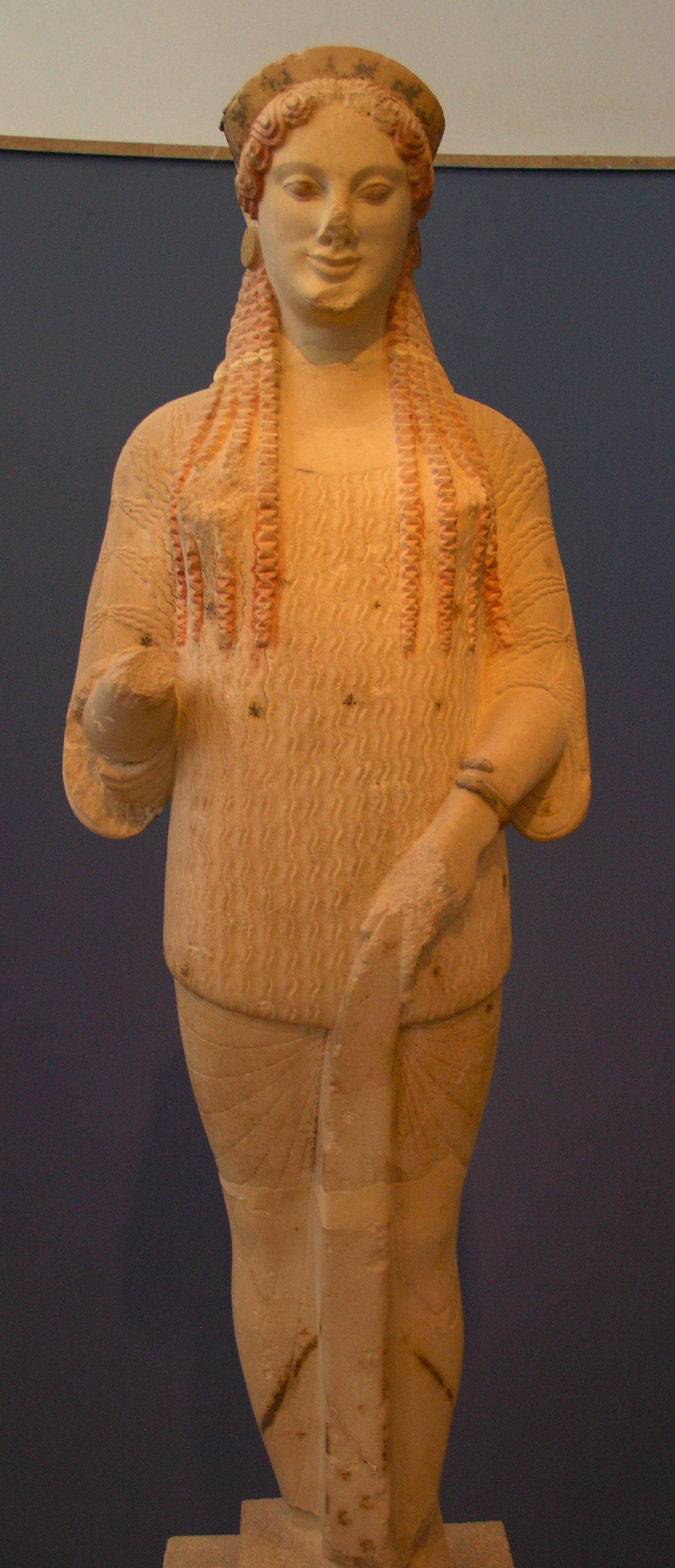
Acr. 670, 520-500 a.C. circa
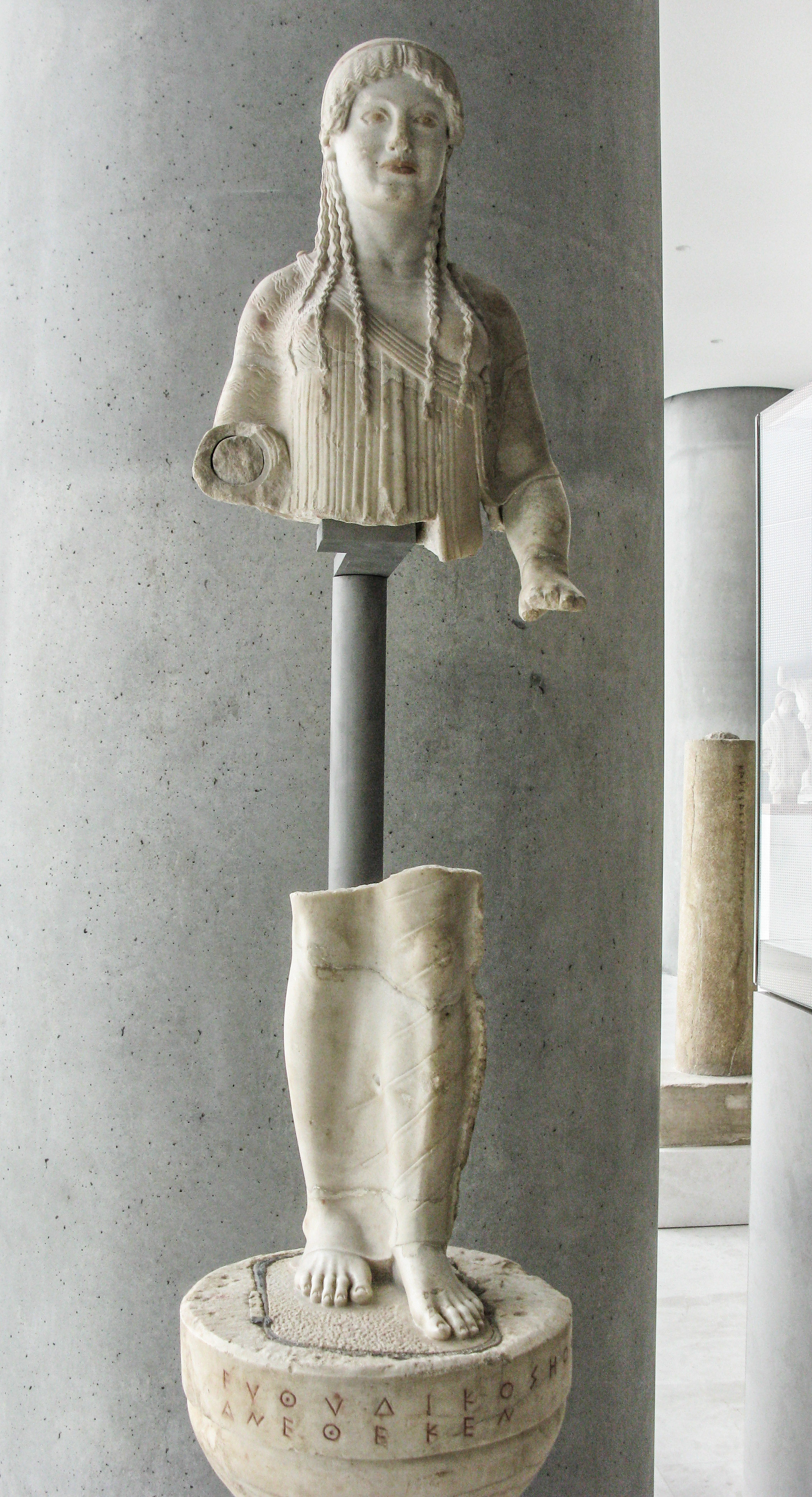
Kore di Euthydikos